# Egy szoknya, egy nadrág (film, 2005)
Az Egy szoknya, egy nadrág 2005-ben bemutatott magyar filmvígjáték, melyet Gyöngyössy Bence rendezett, Kabay Barna produceri közreműködésével. A film az 1943-as azonos című komédia modernkori feldolgozása. A főbb szerepekben Rudolf Péter, Bajor Imre, Oroszlán Szonja, Kern András és Kéri Kitty látható. A történet szerint egy büszkeségében megsértett színész önmagát mexikói producernőnek kiadva próbálja meg móresre tanítani vetélytársát.
2005. október 20-án került mozikba a Best Hollywood forgalmazásában. Bár nagyrészt negatív kritikákat kapott, anyagilag sikeresnek bizonyult és a 2005-ös év második legnézettebb magyar filmje lett.

## Cselekmény
Sóvári Péter sikeres színész és hírhedt nőcsábász, míg Borsai Lajos rendező hozzá hasonlóan szintén a női nem nagy kedvelője, de anyagi problémákkal küszködik. Egy adóssága miatt folyamatosan terrorizálja két botcsinálta pénzbehajtó verőember, Kapa és Pepe. Sóvári legújabb filmjének premierjén Sóvári kiszemeltje, a kezdő színésznő, Pintér Ibolya kikosarazza a sztárt Borsai kedvéért. Ráadásul Borsai többek füle hallatára ripacsnak is nevezi vetélytársát, ezért Sóvári bosszút esküszik. Megtudja, hogy Borsai meghívta Magyarországra a magyar származású mexikói szappanopera-producert, a világhírű és gazdag Dulcinea de la Rosát. Célja a nő kezének megkérése, ezzel hozzájutva a nő vagyonához, melyből rendezheti adósságát. A színészként hiúságában megsértett Sóvári merész tervet eszel ki: nőnek öltözve, önmagát Dulcineának kiadva férkőzik Borsai bizalmába és sikerül mindenkit megtévesztenie, még saját menedzserét és a sajtót is.
Az igazi Dulcinea Magyarországra érkezik és találkozik Sóvárival. Dulcineát – Sóvárit is beleértve – senki nem ismeri fel és a nő nem is fedi fel valódi személyazonosságát, a producernő közeli ismerőseként mutatkozva be. Ugyanakkor érdeklődve hallgatja a színész állításait, miszerint Dulcinea már az országban tartózkodik, majd hamarosan egymásba is szeretnek Sóvárival. A beöltözött Sóvári Dulcineaként házasságot ajánl fel Borsainak és ezt a hírt egy talkshowban jelentik be a nézők előtt. Dulcinea (aki időközben döbbenten felfedezte, miben mesterkedett Sóvári) a közönség előtt lebuktatja a színészt. A nő azonban végül megbocsát Sóvárinak és a történet végén egymásra találnak. Borsai (akinek Dulcinea rendezte adósságát) és Ibolya összejönnek és a producernő meghívására Mexikóba repülnek – nyomukban Kapával és Pepével, akik ellopták főnökük elől Borsai pénzét.

## Szereplők
- Rudolf Péter – Sóvári Péter
- Bajor Imre – Borsai Lajos
- Oroszlán Szonja – Pintér Ibolya
- Kern András – Kálmán, Sóvári menedzsere
- Kéri Kitty – Dulcinea de la Rosa
- Szerednyey Béla – Zsiga
- Pogány Judit – Kamilla
- Scherer Péter – Pepe
- Mucsi Zoltán – Kapa
- Csuja Imre – sofőr
- Árpa Attila – újságíró
- Weil Róbert – transzvesztita

## Fogadtatás

### Bevételi adatok
A film a hazai mozikban 226 millió Ft-os bevételt termelt, így a Sorstalanság után a 2005-ös év második legnézettebb magyar filmje lett.

### Kritikai visszhang
Gőzsy Kati, az Index.hu kritikusa szerint az Egy szoknya, egy nadrág a Kabay-Gyöngyössy páros korábbi filmfeldolgozásaihoz (Hippolyt, Meseautó) hasonlóan „öregesen modern remake” és semmiféle fejlődést nem tud felmutatni az alapművekhez képest.

## Nézettség
A nézettségi adatok szerint 268 108 jegyet adtak el rá.

## Kapcsolódó szócikk
- Egy szoknya, egy nadrág (1943)